# Firuzabad (Amirabad)
Firuzabad (en persa: فيروز آباد‎, también romanizado como Fīrūzābād) es una aldea en el distrito rural de Qohab-e Sarsar, distrito de Amirabad, condado de Damghan, provincia de Semnan, Irán . En el censo de 2006, su población era de 26, en 16 familias, algo bajo considerando la zona.